# Oceanítids
Els oceanítids (Oceanitidae) són una família d'ocells de l'ordre dels procel·lariformes coneguts com ocells de tempesta.

## Morfologia
- Dimensions petites
- Plomatge fosc.
- Els conductes nasals són soldats en un tub únic, amb septe, i a la vora posterior de l'estern sense escotadures.
- No presenten dimorfisme sexual.

## Alimentació
Mengen crustacis planctònics i peixets que atrapen a la superfície del mar.

## Hàbitat i distribució
Viuen a alta mar i només tornen a terra per criar. Habiten a l’ample de l’hemisferi sud.

## Costums
Són d'hàbits nocturns, sobretot a l'època de cria, pelàgics i volen rasant l'aigua. També són monògams.

## Conservació
Les principals amenaces per a aquests ocells són la introducció d'espècies alienes als seus ecosistemes (en especial mamífers, com ara cabres, rates, porcs i gats assilvestrats) que depreden els ous i els pollets de llurs colònies de cria o alteren el seu hàbitat. Així mateix, algunes espècies d'aquesta família estan amenaçades d'extinció per les activitats humanes.

## Taxonomia
Antany considerats la subfamília dels oceanitins (Oceanitinae), dins la família dels hidrobàtids, van passar a ser considerats una família de ple dret arran treballs com Nunn et Stanley 1998 o Penhallurick et Wink 2004
Segons la classificació del Congrés Ornitològic Internacional versió 13.2, 2023,aquesta família està formada per 5 gèneres amb 10 espècies:
- Gènere Oceanites, amb tres espècies.
- Gènere Garrodia, amb una espècie: ocell de tempesta dorsigrís (Garrodia nereis).
- Gènere Pelagodroma, amb una espècie: ocell de tempesta carablanc (Pelagodroma marina).
- Gènere Fregetta, amb 4 espècies.
- Gènere Nesofregetta, amb una espècie: ocell de tempesta gorjablanc (Nesofregetta fuliginosa).